# سیارک ۱۱۵۸۰۱
سیارک ۱۱۵۸۰۱ (به انگلیسی: 115801 Punahou، نامگذاری:2003UW236) صد و پانزده هزار و هشتصد و یکمین سیارک کشف شده‌است که در ۲۳ اکتبر ۲۰۰۳ کشف شد.